# Sajdikhumenec
Sajdikhumenec (korábbi magyar nevén: Királymező, szlovákul: Šajdíkove Humence) község Szlovákiában, a Nagyszombati kerületben, a Szenicei járásban. A település már csehszlovák közigazgatás alatt lett önálló: 1927-ben a Királymező nevű településrészt Šajdíkove Humence (Sajdikhumenec) néven leválasztották Búrszentpéterből.

## Fekvése
Szenicétől 7 km-re délnyugatra, a Miava bal partján található.

## Története
A trianoni békeszerződésig területe Nyitra vármegye Szenicei járásához tartozott. Lakói főként mezőgazdasággal foglalkoztak.
A korábbi Királymajor nevű falurész 1927-ben vált ki Búrszentpéter község területéből.

## Népessége
| Év:            | 1994. | 2004.   | 2014.   | 2024.   |
| -------------- | ----- | ------- | ------- | ------- |
| Emberek száma: | 1060  | 1115    | 1113    | 1089    |
| Eltérés:       |       | +5,18 % | -0,17 % | -2,15 % |

| Év:            | 2023. | 2024.   |
| -------------- | ----- | ------- |
| Emberek száma: | 1095  | 1089    |
| Eltérés:       |       | -0,54 % |

2001-ben 1131 lakosából 1106 szlovák volt.
2011-ben 1082 lakosából 1041 szlovák.

## Nevezetességei
- Hippói Szent Ágoston tiszteletére szentelt római katolikus temploma 1951-ben épült.

## Külső hivatkozások
- Községinfó
- Királymajor Szlovákia térképén
- rövid szlovák nyelvű ismertető Archiválva 2005. december 24-i dátummal a Wayback Machine-ben